# Anaesthetobrium lieuae
Anaesthetobrium lieuae là một loài bọ cánh cứng trong họ Cerambycidae.